# Елисеев, Сергей Владимирович (тренер)
Сергей Владимирович Елисеев (род. 27 марта 1963, Ногинск, Московская область, РСФСР, СССР) — президент Всероссийской Федерации Самбо с 2002 года, Европейской Федерации Самбо с 2004 года, заслуженный тренер России, кандидат педагогических наук, профессор кафедры теории и методики спортивных единоборств ГЦОЛИФК, заслуженный работник физической культуры Российской Федерации (2003).
Подготовил более 30 мастеров спорта СССР и России, 9 мастеров спорта международного класса, 4 заслуженных мастеров спорта по самбо — Михаила Мартынова, Сергея Смирнова, Дмитрия Максимова, Руслана Сазонова, заслуженного мастера спорта по рукопашному бою Дмитрия Попова.

## Биография
В 1984 году с красным дипломом окончил Московский институт физической культуры по специальности ФКиС преподаватель-тренер по самбо. Учителя — Николай Кулик, Евгений Чумаков, Юрий Борисочкин.
Являлся тренером сборной команды СССР, впоследствии был главным тренером сборной команды России, а также Гостренер сборной команды России по самбо.
Впервые был избран главой Всероссийской федерации самбо в 2002 году, затем в 2018 году был вновь переизбран на четырёхлетний срок.
Президентом Европейской федерации самбо также избирался на четырёхлетний срок четырежды: в 2004, 2008, 2012 и 2016 годах.

## Награды и премии
- Орден «За заслуги перед Отечеством» IV степени (8 ноября 2023 года) — за большие заслуги в развитии и популяризации самбо в Российской Федерации, многолетнюю добросовестную работу[6]
- Орден Александра Невского (13 ноября 2018 года) — за большой вклад в развитие и популяризацию самбо[7]
- Орден Почёта (14 августа 2014 года) — за большой вклад в развитие физической культуры и спорта, подготовку спортсменов, добившихся высоких спортивных достижений[8]
- Орден Дружбы (27 июня 2007 года) — за заслуги в развитии физической культуры и спорта и многолетнюю добросовестную работу[9]
- Почётное звание «Заслуженный работник физической культуры Российской Федерации» (14 апреля 2003 года) — за заслуги в развитии физической культуры и спорта[10]